# Bruno Novello
Bruno Novello (Venezia, 22 febbraio 1923 – 1990) è stato un calciatore italiano, di ruolo centrocampista.

## Carriera
Dal 1941 al 1948 gioca per il Venezia, mentre dal 1948 al 1956 gioca per il Calcio Padova, disputando con questi ultimi cinque stagioni in Serie A e tre in Serie B per un totale di 155 partite e 23 gol.